# Dokkaebi

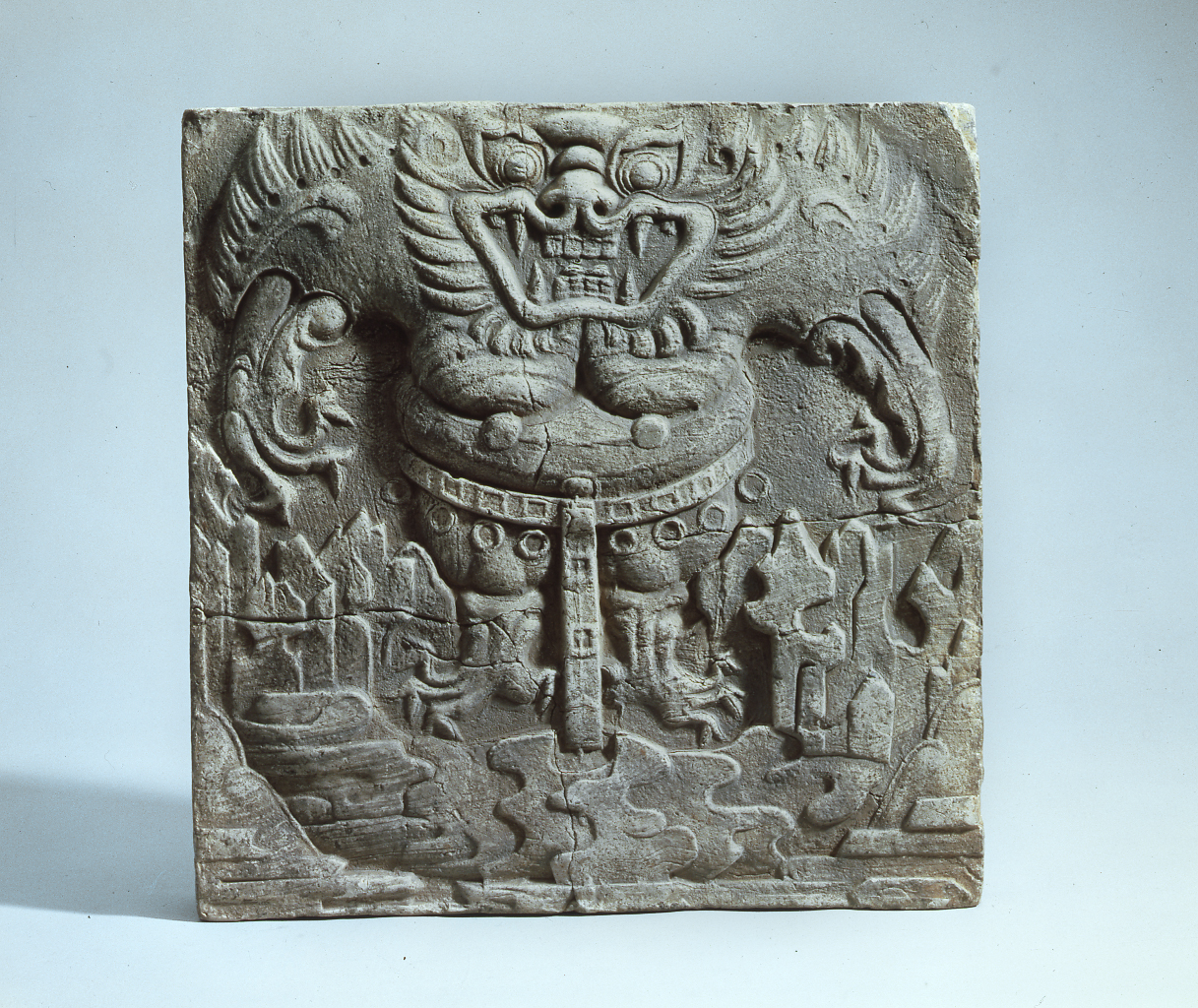
Dokkaebi aus dem Baekje Zeitalter

Der Dokkaebi ist ein Fabelwesen aus der koreanischen Märchen- und Mythenwelt. Es handelt sich um einen menschenähnlichen (bisweilen einäugigen) Kobold oder Waldschrat von meist furchteinflößender Gestalt, der aber auch mit humorvollen und grotesken Zügen auftritt. Der Dokkaebi wird meistens als wilder Kerl mit einem aus der Stirn wachsenden Horn dargestellt. Er trägt Tierfelle (Tiger- oder Leopardenfell) und benutzt eine magische Keule mit Spitzen. Der Dokkaebi liebt den Schabernack und spielt schlechten Menschen Streiche und bestraft sie, belohnt andererseits gutherzige Menschen, auch durch seine Zauberkräfte.
In vielen Aspekten ähnelt der Dokkaebi dem japanischen Fabelwesen Oni und entfernt dem Troll in der germanischen Mythologie.
Dokkaebi kommen in zahlreichen Filmen, Serien und Büchern vor, u. a. in dem auf Deutsch erschienenen Roman Kings and Thieves von Sophie Kim und der Reihe Die Legende vom Tränenvogel von Lee Young-do (geschrieben als Dokebi).